# 新比洛澤爾卡
47°17′38″N 34°55′23″E / 47.29389°N 34.92306°E
新比洛澤爾卡（烏克蘭語：Новобілозерка）是位於烏克蘭東南部的村莊，由扎波羅熱州瓦西里夫卡區的小比洛澤爾卡市鎮負責管轄。該村處於比洛澤爾卡河畔，始建於1924年，距離小比洛澤爾卡2.5公里，始建於1924年，面積0.709平方公里，海拔高度71米，2001年人口171。